# Świeradowiec
Der Świeradowiec (deutsch: Victoriahöhe) ist ein 1002 m hoher Berg im schlesischen Teil des Isergebirges in Polen. Er erhebt sich nordwestlich über der Kolonie Drwale bzw. Polana Izerska (Kammhäuser) im westlichen Teil des Hohen Iserkamms in der Gemeinde Mirsk und bildet die östliche Fortsetzung des Łużec (Flinsberger Kamm).

## Beschreibung
Der Gipfel ist fast vollständig mit Nadelwald bewachsen. Südlich verläuft der Sudeten-Hauptwanderweg, östlich ein blau markierter Weg von Świeradów-Zdrój nach Szklarska Poręba. Am nördlichen Fuß des Berges befindet sich der Aussichtsturm Sky Walk Świeradów-Zdrój. Gegen Südosten erhebt sich die Podmokła (Tifer Grundkamm). Knapp fünf Kilometer südlich verläuft die polnisch-tschechische Grenze.